# АДЕ
АДЕ (рос. АДЭ) — двоцільовий (створення збройового плутонію і одержання електроенергії) енергетичний промисловий уран-графітовий реактор (ПУГР)
Модифікації:
- АДЭ-2 — (Железногорськ Красноярського краю, зупинено в 2010)
- АДЭ-3
- АДЭ-4 — (Северськ Томської області, зупинено в 2008)
- АДЭ-5 — (Северськ Томської області, зупинено в 2008)
- АДЭ-6

Попередник — реактор ИЭ-2